# Serguéi Sóbolev
Sergéi Lvóvich Sóbolev (Ruso: Серге́й Льво́вич Со́болев Sergéi Lvovič Sóbolev) (6 de octubre de 1908- 3 de enero de 1989) fue un matemático ruso y soviético que trabajó en análisis matemático y ecuaciones en derivadas parciales. Nació en San Petersburgo y murió en Moscú.
Sóbolev introdujo algunas de las nociones que son ahora fundamentales para distintas ramas de la matemática, como los espacios de Sóbolev.
En 1935, fue el primero en introducir las funciones generalizadas, tiempo después conocidas como distribuciones, que fueron posteriormente formalizadas por el matemático francés Laurent Schwartz